# Аовере
А́овере (ест. Aovere küla) — село в Естонії, у волості Тарту повіту Тартумаа.

## Населення
Чисельність населення на 31 грудня 2011 року становила 96 осіб.

## Географія
Від населеного пункту починаються автошляхи 43 (Аовере — Калласте — Омеду) та 44 (Аовере — Луунья).